# میندوون
میندوون (آلمانی: Myndowen، لاتین: Mindowe، اسلاوی شرقی قدیمی: Мендог، بلاروس: Міндоўг، لهستانی: Mendog، حدود ۱۲۰۳–۱۲۶۳) اولین دوک بزرگ لیتوانیایی و تنها پادشاه مسیحی لیتوانی بود.اطلاعات کمی در مورد منشأ، زندگی اولیه یا به قدرت رسیدن او وجود دارد. وی در یک معاهده ۱۲۱۹ به عنوان دوک بزرگتر و در ۱۲۳۶ به عنوان رهبر همه لیتوانیایی‌ها ذکر شده‌است. منابع معاصر و امروزی که در مورد به قدرت رسیدن وی صحبت می‌کنند، به ازدواج‌های استراتژیک به همراه تبعید یا قتل رقبای خود اشاره می‌کنند. او حوزه خود را در مناطق جنوب شرقی لیتوانی در طول سالهای ۱۲۳۰ و ۱۲۴۰ گسترش داد. در سال ۱۲۵۰ یا ۱۲۵۱، در جریان نبردهای قدرت داخلی، او به عنوان کاتولیک روم تعمید یافت. این اقدام او را قادر ساخت تا با نظم لیوونی، یک مخالف دیرینه لیتوانیایی‌ها، اتحاد ایجاد کند. در تابستان سال ۱۲۵۳، او پادشاه لیتوانی شد.